# Clinic
Clinic je anglická hudební skupina, která vznikla v Liverpoolu v roce 1997. Roku 1999 podepsala smlouvu s vydavatelstvím Domino Records a následujícího roku vydala svou první desku s názvem Internal Wrangler. Jejím producentem byl Gareth Jones. V roce 2002 následovalo druhé album Walking with Thee, tentokrát produkované Benem Hillierem. Později vyšlo několik dalších alb. Kapelu tvoří zpěvák a kytarista Adrian „Ade“ Blackburn, baskytarista Brian Campbell, kytarista Jonathan Hartley a bubeník Carl Turney. Od svého vzniku v roce 1997 hraje v nezměněné sestavě (k roku 2017). V květnu 2017 vystoupila celá skupina jako jeden z hostů při koncertu velšského hudebníka Johna Calea v Liverpoolu.

## Diskografie
- Internal Wrangler (2000)
- Walking with Thee (2002)
- Winchester Cathedral (2004)
- Visitations (2006)
- Do It! (2008)
- Bubblegum (2010)
- Free Reign (2012)
- Wheeltappers and Shunters (2019)
- Fantasy Island (2021)